# Aquamarin (Roman)

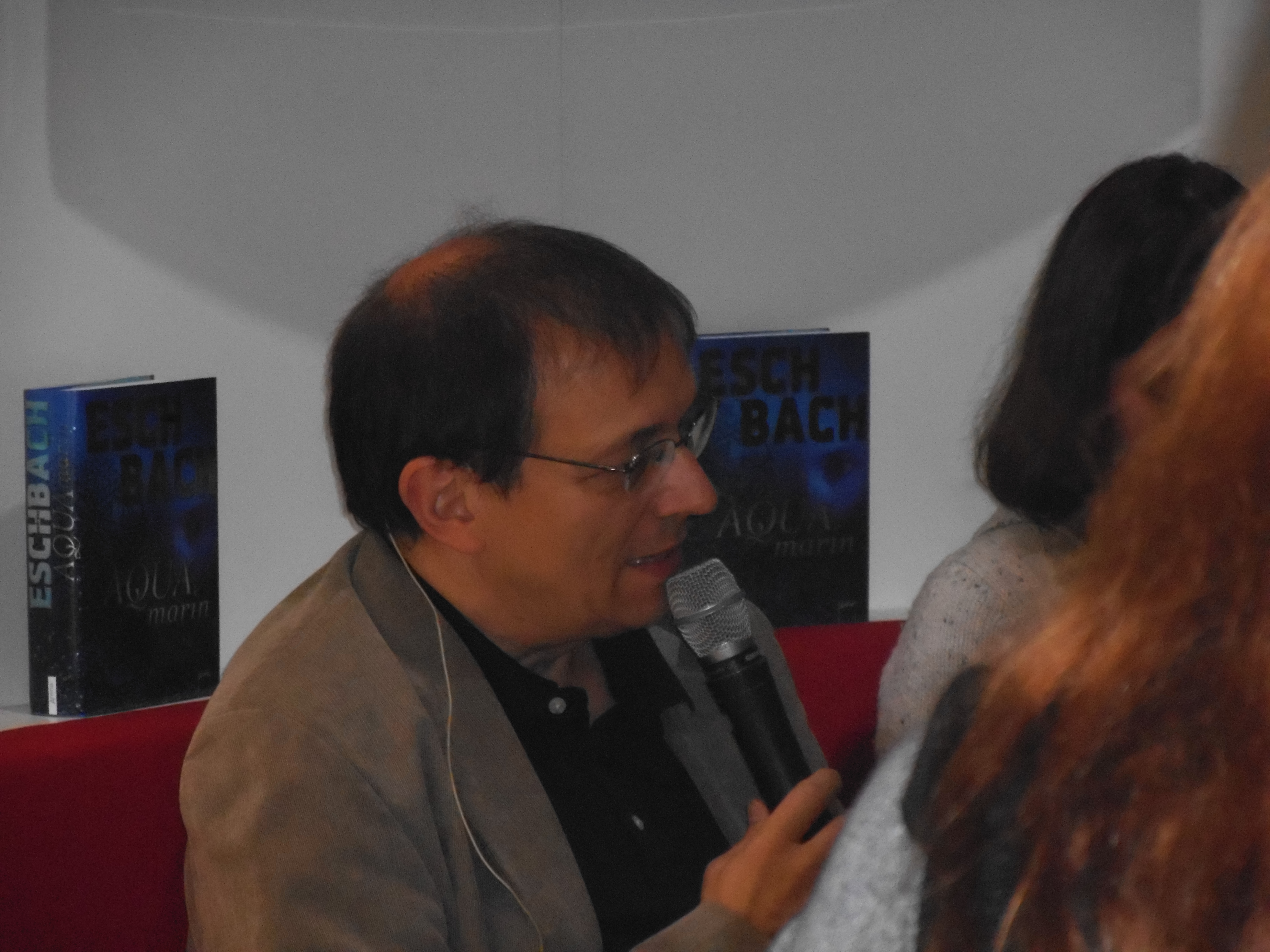
Andreas Eschbach auf der Frankfurter Buchmesse 2015, Lesung und Fragestunde zu Aquamarin.

Aquamarin ist ein Jugendroman von Andreas Eschbach. Der Roman erschien 2015 im Arena Verlag. Die introvertierte 16-jährige Saha Leeds, die im Jahr 2151 mit ihrer taubstummen Tante Mildred in Seahaven, der Hauptstadt der größten neotraditionalistischen Zone Australiens lebt, entdeckt durch Zufall, dass sie ein Mischwesen aus Mensch und Fisch ist.

## Inhalt
Von mobbenden Mitschülern in ein Fischbecken gestoßen, droht Saha zu ertrinken. Pigrit Bonner, ein schmächtiger jüngerer Mitschüler, beobachtet und filmt die Situation und versucht, die bereits leblose Saha aus dem Becken zu ziehen. Unfähig ihren Körper selbst aus dem Wasser zu holen, setzt er mit einem im Laufe der Handlung als „Tafel“ bezeichneten Tablet-PC einen Notruf ab und kann Saha mit Hilfe des Hausmeisters Alvarez aus dem Wasser befreien. Der Schularzt Dr. Walsh stellt fest, dass Saha Schlitze hat, die sich von ihrem Rücken aus schräg verlaufend nach vorne unter ihre Brust ziehen. Aus einem Attest in der Schülerakte erfährt er, dass Saha sich diese als „Wunden“ bezeichneten Öffnungen als Baby zugezogen hat, als sie von einem Gartenpflegeroboter überfahren wurde. Da dieser Roboter angeblich über Klingen aus Kobalt-Stahl verfügte, verheilen diese Wunden praktisch nicht und müssen mit Sprühverband vor eindringenden Bakterien geschützt werden. Saha ist daher von sämtlichen Sportveranstaltungen der Schule befreit.
Pigrit fällt auf, dass Saha unmöglich überlebt haben könne, da sie länger als 15 Minuten unter Wasser war, jedoch nur bewusstlos wurde, aber nicht ertrank. Bei einem erneuten Gespräch mit Dr. Walsh teilt dieser ihr mit, dass er Nachforschungen angestellt und für die Theorie über die Verletzungen mit Kobalt-Stahl keine Hinweise gefunden habe. Er möchte Saha eingehender untersuchen, was diese jedoch verunsichert ablehnt.
Zuhause entfernt Saha ihren Sprühverband und untersucht ihre „Wunden“ vor dem Spiegel, wobei sie die äußere Ähnlichkeit zu Kiemen, wie sie bei Fischen üblich sind erkennt, sodass sie sich dazu entschließt, im Meer zu überprüfen, ob die Öffnungen tatsächlich Kiemen sind. Saha stellt fest, dass sie unter Wasser atmen kann. Der Grund für ihre Bewusstlosigkeit im Fischbecken der Schule war offenbar, dass ihre Kiemen zwar durch den Sprühverband zugeklebt waren, der Verband sich beim Sturz vom Becken aber soweit gelöst haben muss, dass die Wasserzufuhr gereicht hat um am Leben zu bleiben. Während des Tauchens stellt sie instinktiv fest, dass sie in ihrem Brustkorb Luftblasen erzeugen und im Mund sammeln kann, was ihr den Auftrieb erleichtert. Da gentechnische Manipulationen, die über die Korrektur von Erbkrankheiten herausgehen, in der neotraditionalistischen Zone verboten sind, droht ihr die Verbannung.
Saha gelingt es, die handgeschriebenen Tagebücher ihrer früh verstorbenen Mutter zu entziffern. Sie findet heraus, dass sie als Säugling Schwimmhäute zwischen den Fingern hatte, die ihr jedoch entfernt wurden, über ihre Herkunft oder ihren Vater findet sie jedoch keine Informationen.
Saha beschließt erneut tauchen zu gehen. Während sie wieder zum Schiffswrack taucht, wird sie von einem Riffhai angegriffen, wird allerdings von einem Mann, der ebenfalls Kiemen hat, gerettet. Er fragt in Gebärdensprache, woher Saha komme. Als sie ihm erklärt, dass sie aus der Stadt über dem Wasser kommt, ergreift er panikartig die Flucht.
Zurück zuhause will Saha endlich wissen, was es mit ihrer Mutter auf sich hat. Tante Mildred holt eine Kiste mit handgeschriebenen Briefen von Sahas Mutter. In diesen erfährt sie, dass Sahas Vater ein „Submarine“ ist, den sie beim Tauchen in Malaysia kennengelernt hat. Als Saha auf die Welt kam und feststand, dass sie trotz ihrer Kiemen normal atmen konnte, besorgte sich ihre Mutter ein gefälschtes Attest bezüglich des Gartenroboterunfalls, welches den Anschein eines normalen Babys wahrte, kurz bevor Sahas Mutter an einem Herzleiden verstarb.
Währenddessen findet Pigrit heraus, dass erste Experimente mit solchen Chimären bereits im 21. Jahrhundert erfolgreich waren und von einem koreanischen Professor gezüchtet wurden, um den Meeresboden zu bevölkern. Da diese Experimente jedoch verboten waren, hat er die Chimären kurz bevor die illegalen Genexperimente aufgeflogen sind freigelassen.
Bei dem jährlichen Gründungsfest der Stadt Seahaven werden traditionell Freitauchwettbewerbe durchgeführt. Als Jon Brenshaw bei seinem Tauchgang verunglückt, entschließt sich Saha, Jon zu retten. Da er in einem Netz verfangen ist, hat sie nur die Möglichkeit, ihn durch ihre Sauerstoffgewinnungstechnik so lange zu beatmen, bis die Rettungsmannschaft eintrifft. Aus Panik zu ertrinken, klammert sich Jon an Saha, selbst als die Rettungsmannschaft endlich eintrifft und nach oben bringt. Da nun alle Sahas Kiemen sehen können, ist ihr Geheimnis enthüllt. Sie wird unter Hausarrest gestellt und soll vor einem Stadttribunal erscheinen, in dem über ihre Verbannung entschieden wird.
Saha wird in den kommenden Tagen von Ärzten und Professoren untersucht, wobei auch das Genom des koreanischen Professors entdeckt wird. Während der Anhörung wird Saha von Professor Bonner verteidigt. Durch sein Plädoyer erreicht er einen Aufschub des Urteils, da das Stadttribunal die Angelegenheit an den Zonenrat übergibt, der aber erst in einem Jahr tagt.
Jon Brenshaw erscheint bei den Leeds und möchte sich bei Saha bedanken. Sie verlassen das Haus und gehen einige Schritte, als sie von zwei Männern überfallen werden. Sie können sich jedoch befreien und dank Jons Bruder Steve auch in die Brenshaw-Villa fliehen. Dort angekommen, bedankt sich Mutter Brenshaw für die Rettung ihres Sohnes, und erklärt, dass sie einer Geheimorganisation zum Schutze der Submarines angehören. Wie sich herausstellt, existiert diese Geheimorganisation schon seit Beginn der Genexperimente und sorgt dafür, dass die Submarines Werkzeuge und Medikamente bekommen.
Wie sich herausstellt, steckt James Thawte hinter den Angriff auf Saha, da er neben seiner neotraditionalistischen Einstellung auch ein wirtschaftliches Interesse am Genozid der Submarines hat, da er befürchtet, diese könnten ihm den Meeresgrund streitig machen, dessen wirtschaftliche Erschließung seine Firma über Jahre vorangetrieben hat. Da sich weiter herausstellt, dass James Thawte einen Submarine gefangen hält und an ihm Krankheitserreger testet, welche die Spezies ausrotten soll, beschließen Saha, Jon und Nora McKinney, eine weitere Mitarbeiterin der Organisation für eine Befreiungsaktion in deren Haus einzubrechen, da man die Familie Thawte auswärts wähnt.
Im Haus findet die Gruppe den Submarine in einem überdimensionalen Aquarium gefangen. Sie werden von James und Carilja Thawtes Rückkehr überrascht und werden über den Plan Thawtes, einen genetisch modifizierten Virus zu züchten, der die Submarines ausrotten soll, in Kenntnis gesetzt. Saha reißt Carilja in das Aquarium und droht Cariljas Vater, diese ertrinken zu lassen. Saha fordert Thawte dazu auf, die Polizei zu rufen. Er lässt auf das Aquarium schießen, jedoch prallen die Kugeln von dem Panzerglas ab. Auch das Abpumpen des Wassers würde zu lange dauern, um Carilja zu retten, also gibt er auf. Die Polizei befreit den Submarine und nimmt James Thawte fest. Das Zonentribunal verhängt gegen ihn und seine Familie  eine Verbannung wegen gravierender Verletzungen der Prinzipien des Neotraditionalismus.
Saha schließt sich als Mittlerin zwischen den Welten, die durch eine Prophezeiung vorausgesagt wurde, den Submarines an.

## Aufbau
Der Roman ist in der Ich-Form aus der Sicht der Protagonistin geschrieben. Die Ereignisse erstrecken sich über den Zeitraum mehrerer Monate, beginnend mit der letzten Schulwoche im September 2151, und enden kurz vor Weihnachten desselben Jahres.

## Ausgaben
Erschienen:
- Juni 2015 bei Arena, Würzburg. 408 Seiten, gebunden. ISBN 978-3-401-60022-2.
- Juli 2015 bei Arena, Würzburg, Hörbuch (6 CDs, gelesen von Maximiliane Häcke), Dateiformat: mp3, 436 Min.: 62 Tracks, ISBN 978-3-401-85149-5.